# Clemente Susini
Pour les articles homonymes, voir Susini.
Clemente Susini Michelangelo, né à Florence en 1754 et mort dans la même ville en 1814, est un sculpteur céroplasticien et anatomiste italien, devenu célèbre pour ses créations de modèles anatomiques humains en cire d'abeille, dépeignant avec précision des cadavres disséqués.
Ses réalisations sont conservées principalement au Josephinum, musée de l'université de médecine de Vienne, au musée de la Specola à Florence, au Museo delle cere anatomiche Clemente Susini (it) à Cagliari et au musée du Palazzo Poggi à Bologne.

## Biographie
Clemente Susini est né en 1754 à Florence où il a étudié la sculpture à la Galerie royale. En 1771, Felice Fontana demande un soutien financier au grand-duc de Toscane Léopold II afin de créer un atelier pour la réalisation de modèles en cire d'abeille pour une utilisation dans l'enseignement de l'anatomie. L'atelier dénommé par la suite La Specola faisait partie du musée d'histoire naturelle. Le premier modeleur est Giuseppe Ferrini  . Clemente Susini rejoint l'atelier de cire de modélisation en 1773 et, en 1782, il en devient le modeleur en chef. Son travail consiste à la réalisation des modèles d'animaux, d'anatomie humaine et de végétaux,.
En 1780, Joseph II, frère du grand-duc de Toscane, visite le musée et est impressionné par les modèles et par l'efficacité de perception qu'ils fournissent aux étudiants en médecine. Il commande la réalisation d'un ensemble de modèles . Les travaux sont entrepris entre 1781 et 1786, et se composent d'environ 1 000 sculptures de cire. Les modèles sont basés en partie sur des dessins anatomiques, en partie sur des cadavres disséqués par les anatomistes Felice Fontana et Paolo Mascagni. Ceux-ci sont transportés par un convoi de centaines de mules à Vienne où ils sont exposés au Josephinum, musée de l'université de médecine de Vienne où ils sont encore visibles.

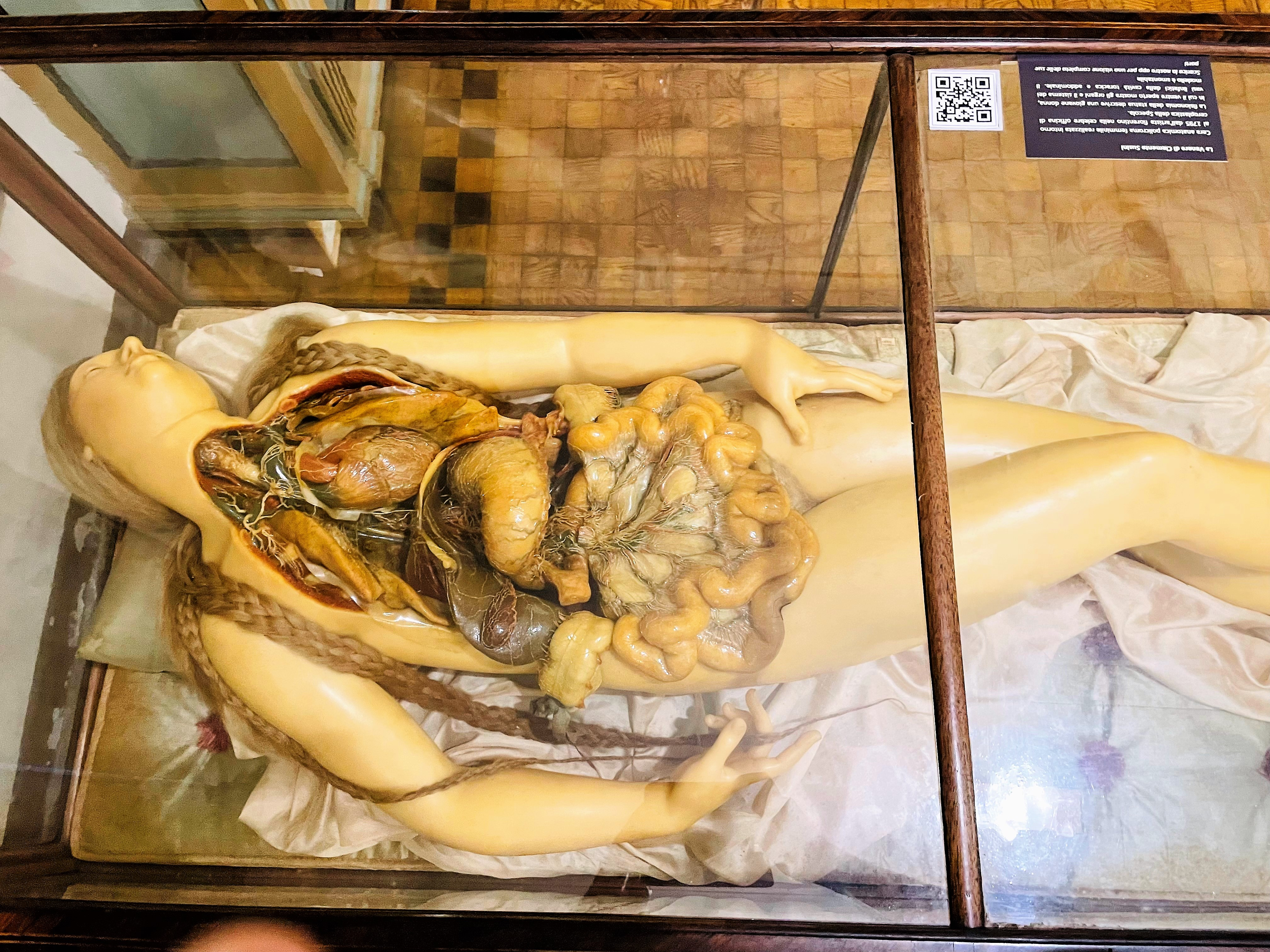
Musée pour l'histoire de l'université de Pavie, figure de cire anatomique, 1794,

La commande autrichienne dynamise le travail de Clemente Susini dont les modèles sont désormais commandés par les chirurgiens et anatomistes. Ainsi, Clemente Susini organise son atelier pour produire de grandes quantités de modèles qui sont expédiés dans toute l'Italie et au-delà. L'utilisation de maquettes en fer à la place de des squelettes naturels permettent une production plus économique et rapide. En 1799, il est nommé professeur à l'Académie des beaux-arts de Florence, où il enseigne le dessin de nu tout en continuant à diriger son atelier. L'anatomiste Paolo Mascagni lui fait appel afin de modéliser ses nombreuses découvertes concernant l'anatomie du système lymphatique.
Clemente Susini meurt à Florence en 1814. Il avait mené ou supervisé la production de plus de 2 000 modèles. Parmi ceux-ci, le Josephinum de Vienne en conserve 1 192 en cire dans six chambres. Une autre importante collection, anciennement détenue par l'université de Cagliari, est actuellement conservée au Museo archeologico nazionale de Cagliari en Sardaigne, où ils sont exposés dans une pièce pentagonale. Moins de modèles sont conservés dans le Musée pour l'histoire de l'université de Pavie, où ils sont arrivés en 1794.

## Réalisations

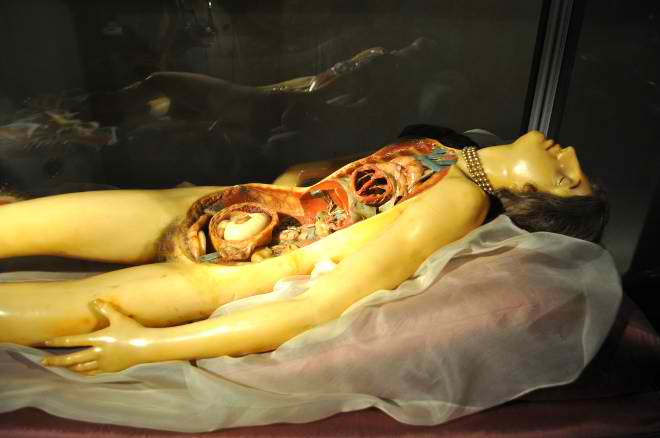
La Venerina, Bologne, Palazzo Poggi.

Les modèles de Susini représentent l'anatomie humaine, telle qu'elle est comprise à l'époque, sous une forme très réaliste. Certains de ses sujets ont parfois valeur d'œuvres art. Dans sa nécrologie, il est loué pour « la beauté qu'il a donné aux choses les plus révoltantes ». En 1780, ses modèles attirent les éloges d'Adolph Murray (en), professeur d'anatomie à l'université d'Uppsala pour leur précision, tandis que le sculpteur néo-classique Antonio Canova le félicite pour leur « mérite artistique ». Georges Didi-Huberman considère que la Vénus anatomique de Susini est davantage un chef-d'œuvre artistique que médical.
La Venerina ( « Petite Vénus »), conservée au musée d'anatomie et obstétrique du Palazzo Poggi à Bologne, remarquée pour sa sensualité, est un modèle du corps d'une jeune femme enceinte dont le tronc comporte des pièces amovibles qui révèlent ses organes internes.
Un autre groupe de modèles conservés à Bologne montrent le système lymphatique.
Certaines œuvres importantes de Susini, créés à partir de dissections réalisées par l'anatomiste Francesco Antonio Boi (it) de l'université de Cagliari, sont conservées à Cagliari. Ces modèles mettent en évidence les nerfs et, contrairement à des modèles moins précis antérieurs, ne montrent pas les vaisseaux lymphatiques dans le cerveau. Susini et Boi ont travaillé en étroite collaboration pour assurer un niveau élevé de précision anatomique. Les modèles de Cagliari, avec leurs visages expressifs, sont aussi des chefs-d'œuvre artistiques.